# Зафаробод (Таджикабадский район)
Зафаробод (тадж. Зафаробод) — сельский населённый пункт в Таджикабадском районе РРП Таджикистана. Входит в состав сельской общины (джамоата) Зарафшон, его административный центр. Расстояние от села до центра района (пгт Таджикабад) — 3 км. Население — 1532 человек (2017 г.), таджики. Население в основном занято сельским хозяйством (животноводство и растениводство). Земли орошаются главным образом водами горных источников.